# Hans Jensen (Sprachwissenschaftler)
Hans Detlev Jensen (* 28. August 1884 in Struvenhütten, Kreis Segeberg; † 4. August 1973 in Rostock) war ein deutscher Sprachwissenschaftler.

## Leben
Nach dem Abitur 1905 in Flensburg folgte 1905 bis 1909 ein Studium der Philologie und Orientalistik an den Universitäten München, Berlin und Kiel. Hans Jensen arbeitete von 1909 bis 1927 als Studienrat in Odenkirchen (bei Mönchengladbach), Hildesheim und ab 1918 in Kiel. 1915 bis 1916 diente er als Dolmetscher im Kriegsgefangenenlager Celle, zuletzt als Gefreiter.
1927 bis 1943 war er nichtbeamteter außerordentlicher Professor für Allgemeine Sprachwissenschaft und Indogermanistik an der Universität Kiel. Zum 1. Mai 1933 trat er der NSDAP bei (Mitgliedsnummer 2.729.894). 1943 wurde er Professor und Dozent für Vergleichende Sprachwissenschaft an der Universität Rostock. 1946 bis 1948 war er aufgrund seiner NSDAP-Mitgliedschaft entlassen. Er arbeitete 1946–1947 als Dozent für russische Sprache an der Volkshochschule Rostock. Im Jahr 1953 erhielt er eine Professur mit Lehrstuhl für Vergleichende Sprachwissenschaft an der Universität  Greifswald, wo er 1957 emeritiert wurde, aber seine Lehrtätigkeit bis 1968 fortsetzte.
1935 schuf er sein Standardwerk Die Schrift in Vergangenheit und Gegenwart. Er wurde 1959 als „Hervorragender Wissenschaftler des Volkes“ in der DDR geehrt.

## Schriften (Auswahl)
- Geschichte der Schrift. Lefaire, Hannover 1925.
- Neupersische Grammatik. 1931.
- Die Schrift in Vergangenheit und Gegenwart. Verlag von J.J. Augustin, Glückstadt/Hamburg 1935.
- Altarmenische Grammatik. 1959.
- Altarmenische Chrestomathie. 1964.
- Grammatik der kanaresischen Schriftsprache. 1969.